# وان کانادا اسکور
وان کانادا اسکور یک آسمان‌خراش واقع در کنری وورف لندن، بریتانیا می‌باشد. این ساختمان با بلندی ۷۷۰ فوت (۲۳۵ متر) از سال ۱۹۹۰ تا ۲۰۱۰ بلندترین ساختمان بریتانیا محسوب می‌شد و شامل ۵۰ طبقه است. در سال ۲۰۱۰ ساختمان شارد به بلندی ۳۰۹٫۶ متر این عنوان را از آن خود کرد.
مساحت زیربنای آن ۱٬۲۰۰٬۰۰۰ فوت مربع (۱۱۱٬۰۰۰ متر مربع) است.

## نگارخانه

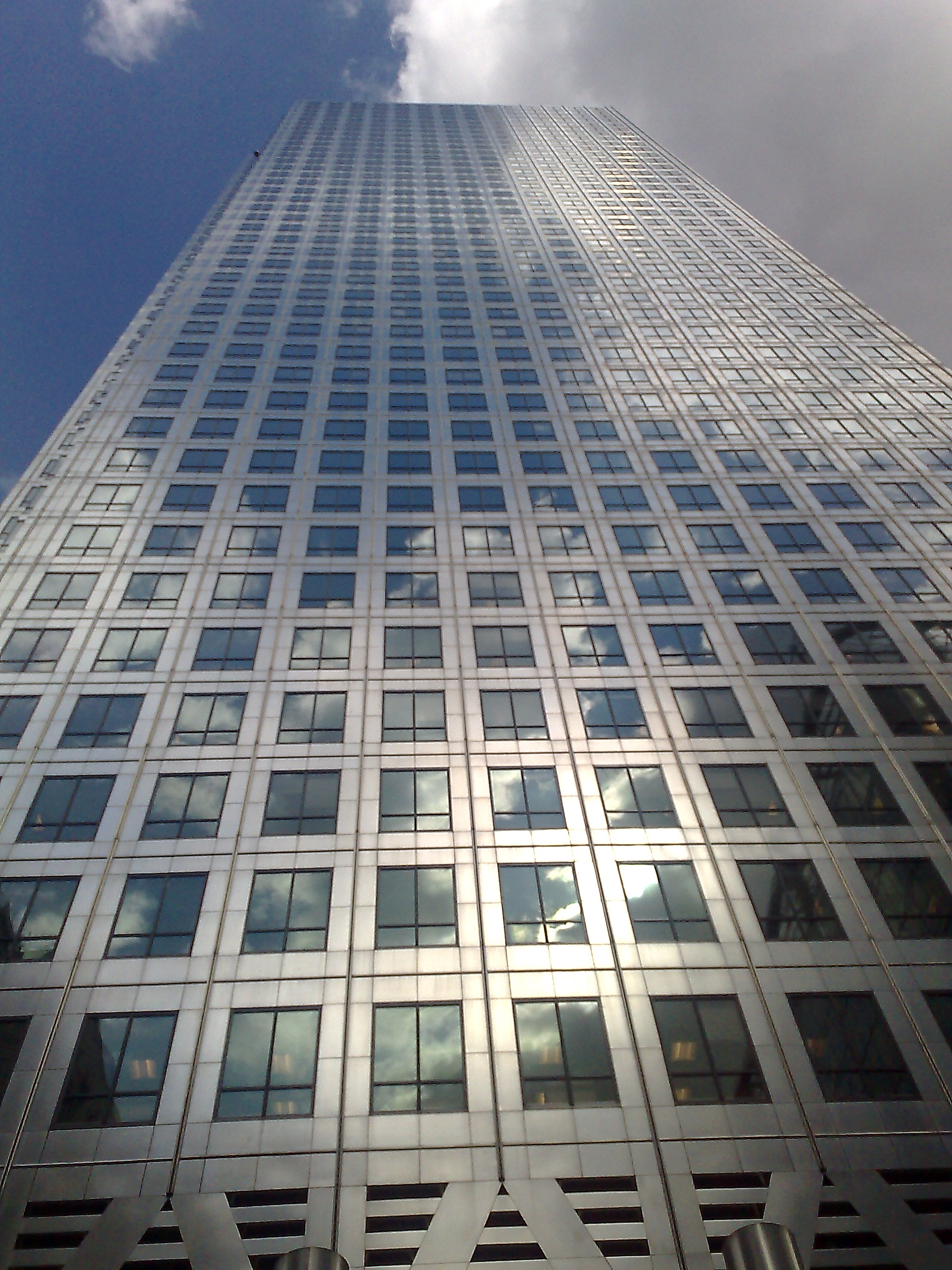
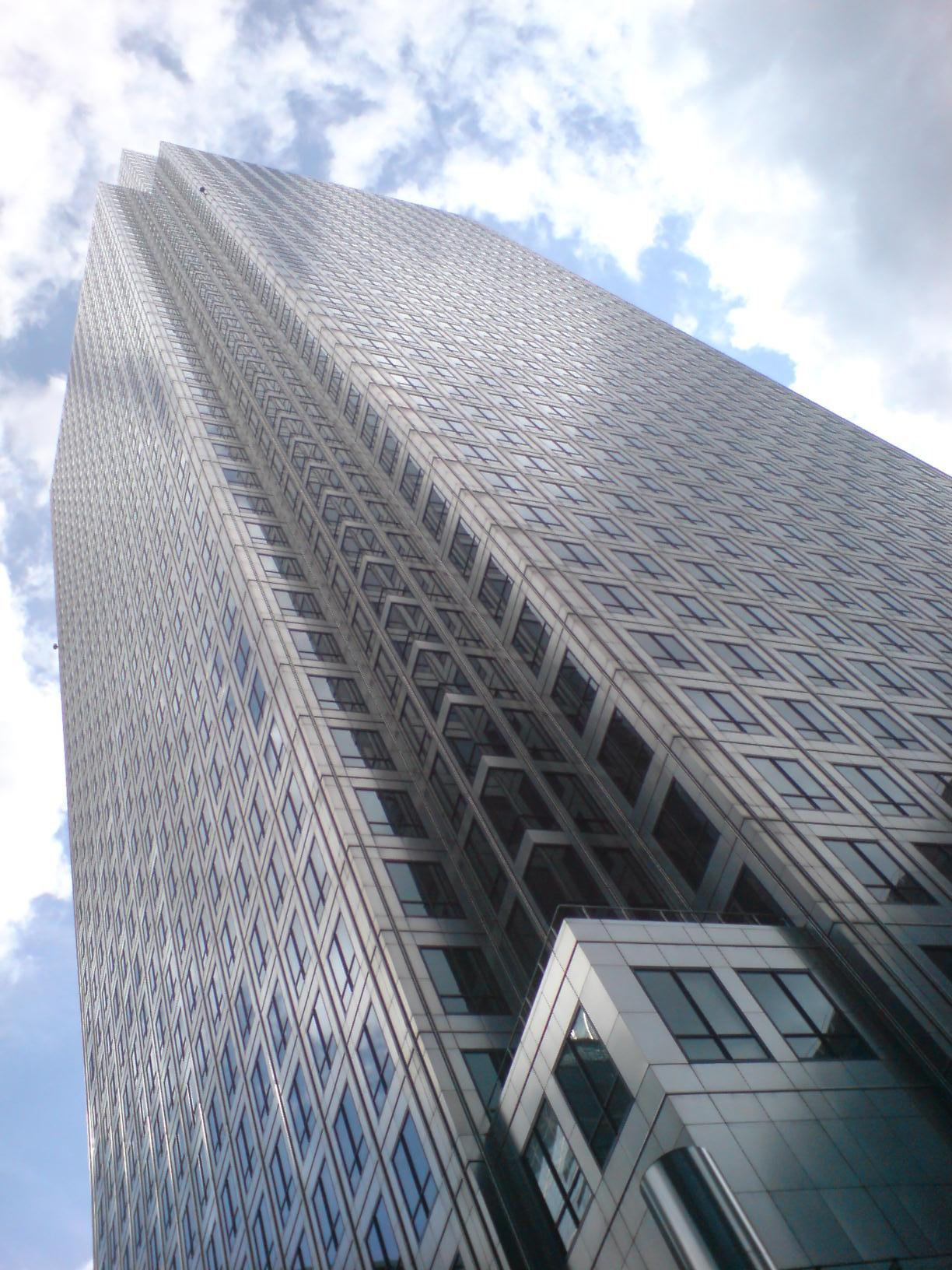
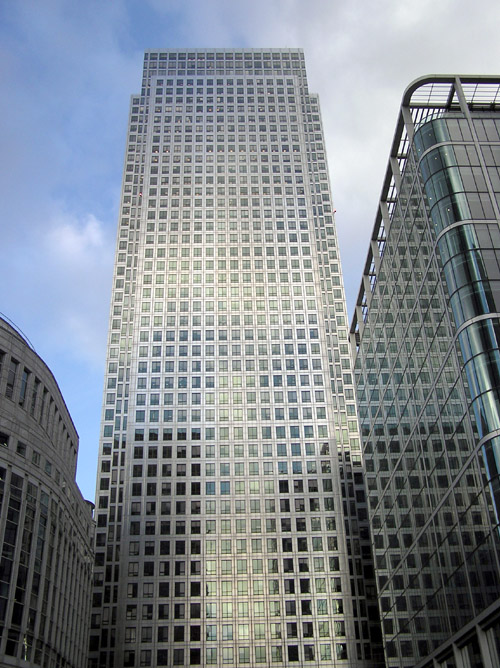
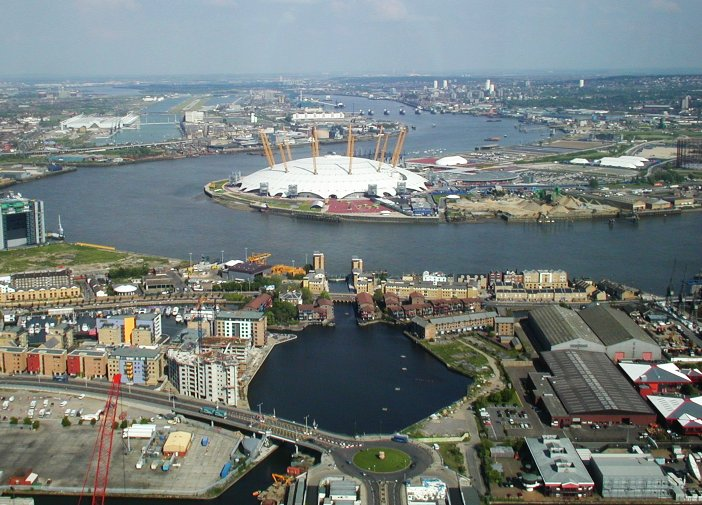
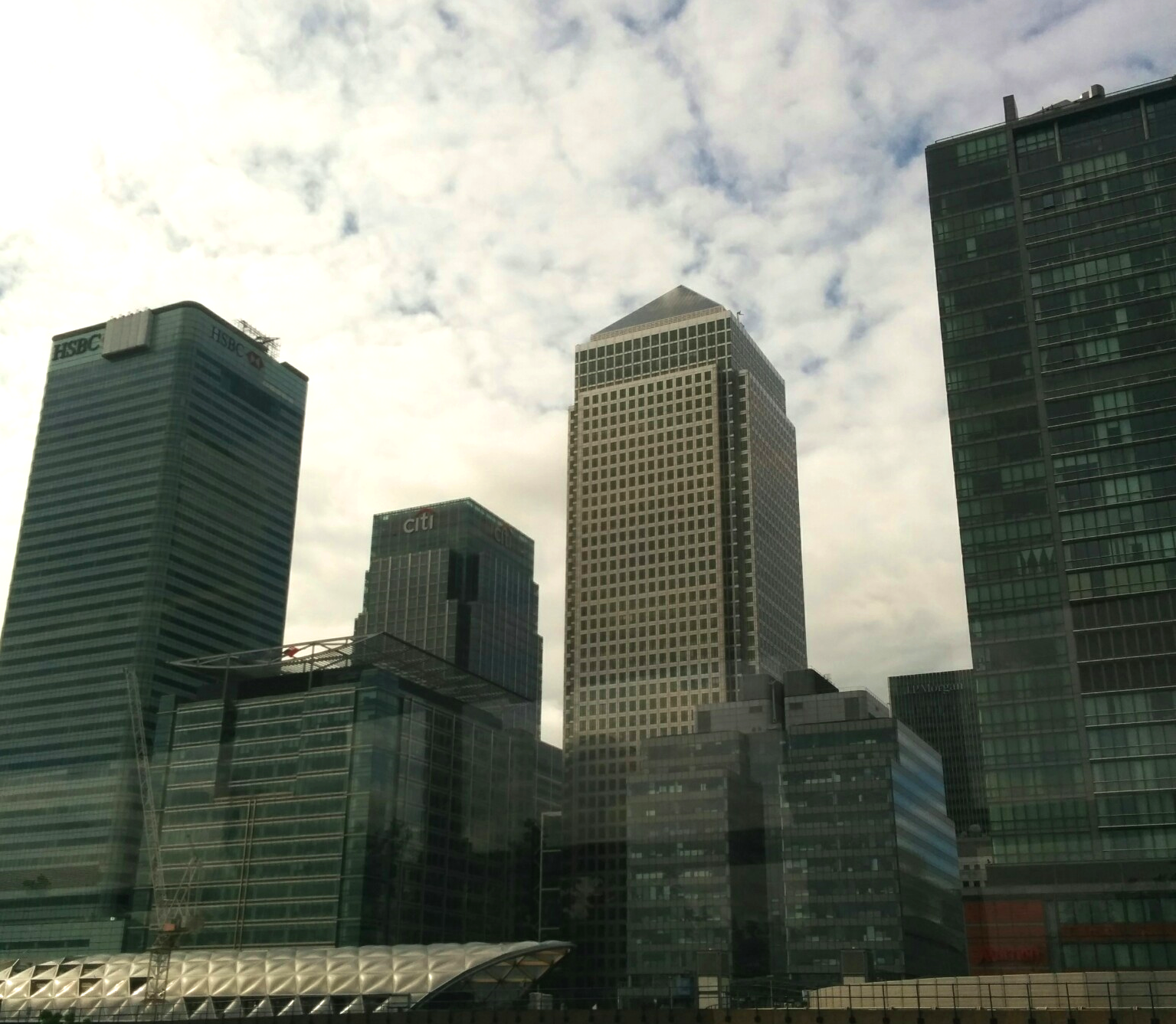
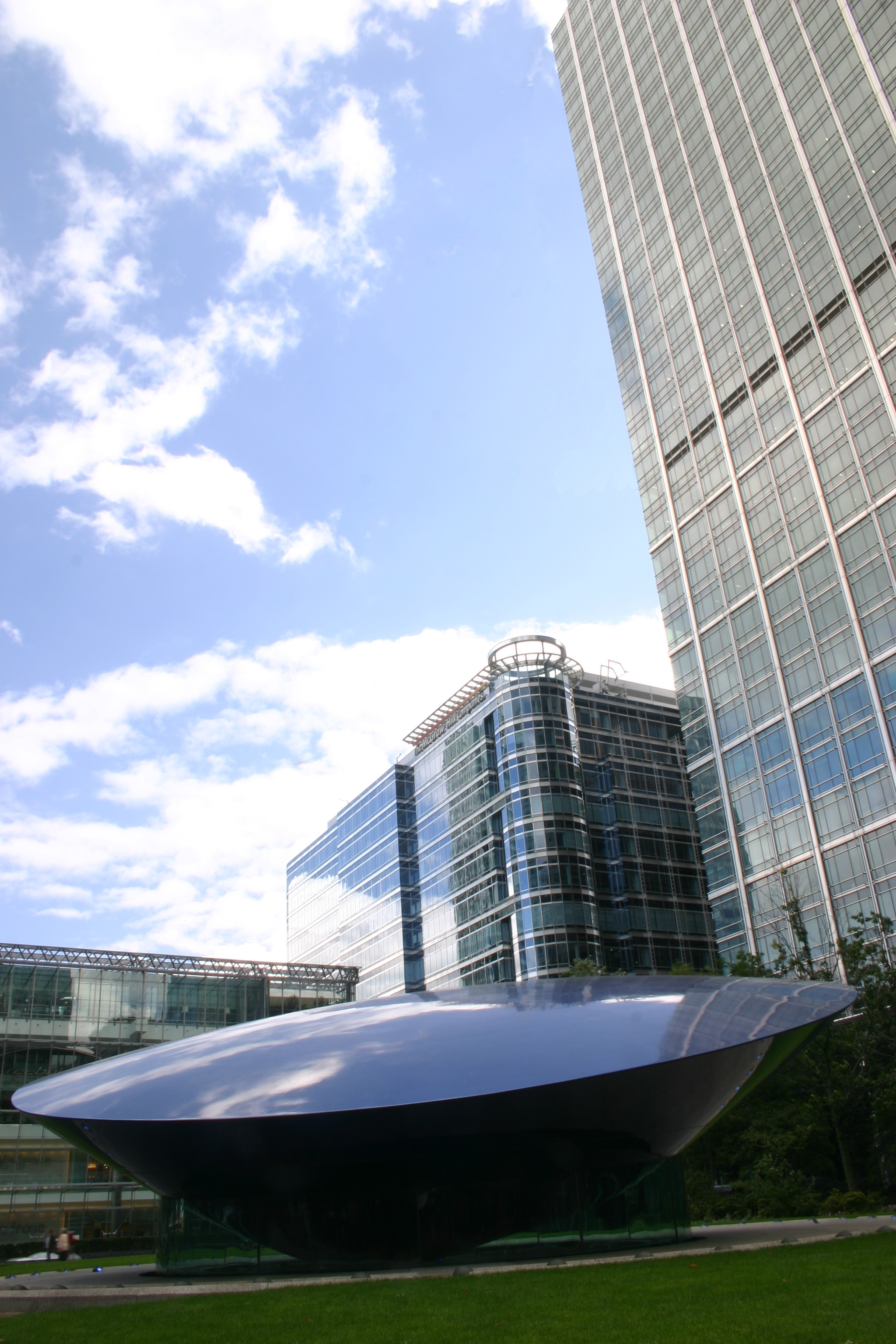